# François Carrière
Pour les articles homonymes, voir Carrière.
François Carrière, né le 14 juillet 1749 à Conflans (Haute-Saône), mort le 12 septembre 1831 à Conflans (Haute-Saône), est un colonel français de la Révolution et de l’Empire.

## États de service
Il entre en service le 20 avril 1767, comme canonnier au régiment d’artillerie de Besançon, et il est envoyé pendant les années 1771 et 1772, en Pologne sous les ordres du maréchal de camp de Vioménil. À l’attaque du château de Cracovie, il défend, avec un autre soldat, la brèche assaillie par 25 grenadiers russes, qui se présentent pour monter à l’assaut. Ils sont suivis par 300 autres qui sont également contraints de se retirer, et la garnison doit son salut à la vigoureuse défense de ces deux braves. 
De retour en France, il est récompensé par le grade de sergent le 25 juillet 1772, et il reçoit une gratification annuelle de 50 francs sur les fonds de l’artillerie, laquelle lui sera payé jusqu’en 1790. Il est nommé sergent-major le 14 décembre 1782, lieutenant en troisième le 9 juin 1786, et lieutenant en second le 1er janvier 1791. Il est fait chevalier de Saint-Louis le 27 février suivant, et lieutenant en premier le 6 février 1792.
Le 18 mai 1792, il est promu adjudant-major, et le 1er novembre de la même année il reçoit son brevet de capitaine. De 1792 à l’an VII, il sert aux armées des Alpes, d’Italie, et dans les îles du Levant. Employé au siège de Toulon en novembre et décembre 1793, il obtient le grade de chef de bataillon le 2 avril 1794. 
Il se trouve aux sièges du château de Milan et de Mantoue, et il contribue à la défense de la place de Corfou. Il est nommé chef de brigade le 1er mars 1799, par le commissaire général du gouvernement dans les îles Ioniennes le général Chabot, et il est confirmé dans son grade par le premier Consul le 5 mai 1800.
De retour à l’armée d’Italie, il y fait les campagnes de l’an VIII et le l’an IX. Après la bataille de Marengo, à laquelle il prend part, il est employé comme commandant du personnel de l’artillerie à Milan, avant de commander l’artillerie de l’aile gauche, sous les ordres du général Moncey.
Le 21 janvier 1802, il devient directeur d’artillerie à Toulon, et il est fait chevalier de la Légion d’honneur le 11 décembre 1803, puis officier de l’ordre le 14 juin 1804. Il est créé chevalier de l’Empire le 6 septembre 1811, et il est admis à la retraite le 15 août 1814.
Il meurt le 12 septembre 1831, à Conflans-sur-Lanterne.

## Dotation
- Le 15 août 1810, donataire d’une rente de 1 000 francs sur le Mont-de-Milan.

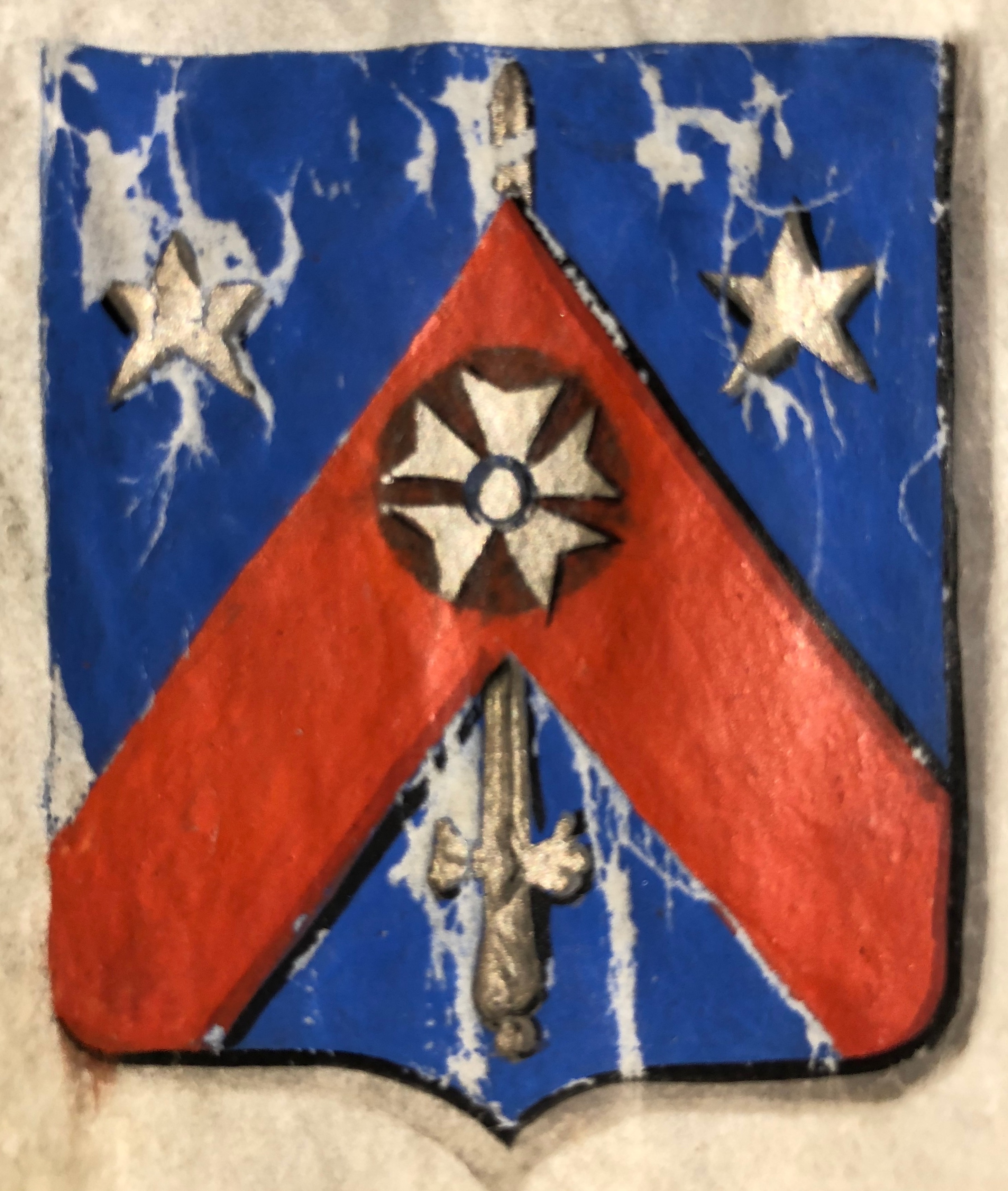
Photographie du blason héraldique de François CARRIERE sur la lettre patente du 12 septembre 1811

## Armoiries
| Armoiries | Nom du chevalier et blasonnement |
| --------- | --- |
|           | Chevalier François Carrière et de l'Empire, décret du 15 août 1810, lettres patentes du 12 septembre 1811. D'azur à l'épée haute en pal d'argent, accompagnée à dextre et à sénestre d'une étoile du même : chevron du tiers de l'écu de gueules au signe des chevaliers légionnaires brochant sur le tout. Livrées : les couleurs de l'écu . |

## Sources
- A. Lievyns, Jean Maurice Verdot, Pierre Bégat, Fastes de la Légion-d'honneur, biographie de tous les décorés accompagnée de l'histoire législative et réglementaire de l'ordre, Tome 3, Bureau de l’administration, 1844, 529 p. (lire en ligne), p. 55.
- « Cote LH/436/37 », base Léonore, ministère français de la Culture
- Léon Hennet, Etat militaire de France pour l’année 1793, Siège de la société, Paris, 1903, p. 125-126-357.
- Vicomte Révérend, Armorial du premier empire, tome 1, Honoré Champion, libraire, Paris, 1897, p. 183.
- « La noblesse d’Empire » (consulté le 2 février 2016)